# 苏济拉布里什
苏济拉布里什（法語：Souzy-la-Briche，法語發音：[suzi la bʁiʃ] ⓘ）是法国法蘭西島大區埃松省的一个市镇，属于埃唐普区。

## 地理
苏济拉布里什（48°31'45"N, 2°8'53"E）面积7.33 平方千米，位于法国法蘭西島大區埃松省，该省份为法国北部内陆省份，北起上塞纳省和马恩河谷省，西接厄尔-卢瓦省和伊夫林省，南至卢瓦雷省，东临塞纳-马恩省。
与苏济拉布里什接壤的市镇（或旧市镇、城区）包括：布勒-茹伊、绍富尔莱塞特雷希、圣谢龙、圣叙尔皮斯-德法维耶尔、维勒科南。

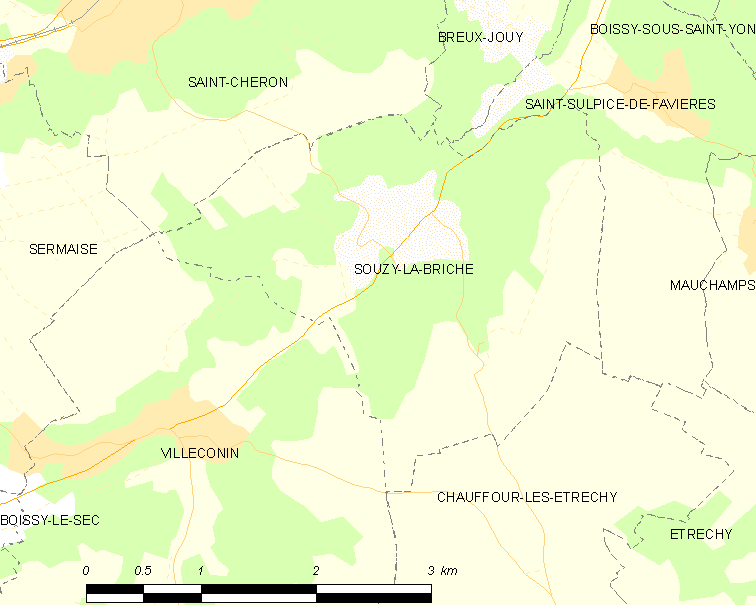
苏济拉布里什的OSM定位图

苏济拉布里什的时区为UTC+01:00、UTC+02:00（夏令时）。

## 行政
苏济拉布里什的邮政编码为91580，INSEE市镇编码为91602。

## 政治
苏济拉布里什所属的省级选区为杜尔当县。

## 人口

1962-2008年间苏济拉布里什人口变化图示

苏济拉布里什于2022年1月1日时的人口数量为484人。